# VfB Stuttgart II
El VfB Stuttgart II es un equipo de fútbol alemán de la ciudad de Stuttgart. Fue fundado en 1959, es filial del VfB Stuttgart y juega en la 3. Bundesliga.

## Palmarés

### Liga
- Campeonato Amateur Alemán: 2

1963, 1980
- Regionalliga Südwest: 1

2024
- Oberliga Baden-Württemberg: 3 (III-IV)

1980, 1998, 2003
- Amateurliga Württemberg: 1 (III)

1960
- Amateurliga Nordwürttemberg: 5 (III)

1963, 1964, 1965, 1967, 1971
- Verbandsliga Württemberg: 1 (IV)

1990

### Copa
- Copa Württemberg: 4

1970, 1980, 1981, 2000